# Ópera Estatal de Hamburgo
La Ópera Estatal de Hamburgo (en alemán: Hamburgische Staatsoper) es una de las principales compañías de ópera de Alemania. 

## Orígenes
Sus orígenes se remontan al 2 de enero de 1678, cuando se inauguró el Oper am Gänsemarkt con una función de canciones bíblicas a cargo de Johann Theile. No fue un teatro de corte, sino la primera casa pública de ópera en Alemania, fundada por los ciudadanos de Hamburgo, por entonces prósperos integrantes de la liga hanseática. 
La «Bürgeroper» de Hamburgo resistió el dominio del estilo italianizante, y se convirtió pronto en el principal centro musical del barroco alemán. En 1703 Georg Friedrich Händel se empleó allí como violinista y clavecinista, donde también se estrenaron algunas de sus óperas: en 1705 Nero, cuya partitura se ha perdido.
En 1721 Georg Philipp Telemann, figura central del barroco alemán, ingresó a la ópera de Hamburgo, y en los años siguientes Christoph Willibald Gluck, Johann Adolph Hasse y varias compañías italianas la visitaron como artistas invitados.

## Nuevo edificio
El 18 de mayo de 1826 se colocó la piedra fundamental de un nuevo edificio, el «Stadt-Theater», para reemplazar la vieja y deteriorada estructura de madera en el sitio en el que hoy se levanta la Ópera. El teatro se inauguró luego de menos de un año de construcción, con comodidades para 2800 espectadores, y con el estreno de Egmont de Ludwig van Beethoven.
El edificio se refaccionó en 1873, incorporando el estilo «Gründerzeit» dominante en la época, y nuevamente en 1891, para incorporar la iluminación eléctrica. 
En 1879 se presentó el primer ciclo completo de El anillo del nibelungo, bajo la dirección de Bernhard Pollini. En 1883, año de la muerte de Richard Wagner, comenzó un ciclo de nueve de sus óperas. Los directores musicales Hans von Bülow (de 1887 a 1890) y Gustav Mahler (de 1891 a 1897) contribuyeron también a la fama del teatro.

## sigloXX
A principios de la década de 1920, la ópera era parte fundamental del repertorio: entre las 321 audiciones de la temporada, 282 correspondieron a óperas. Se presentan habitualmente no sólo obras consagradas, sino también nuevas composiciones musicales. Así, en la Ópera se han estrenado mundialmente, entre otras muchas obras: Sancta Susanna de Paul Hindemith, Historia del soldado de Igor Stravinsky, Johnny spielt auf de Ernst Krenek, Jenůfa de Leoš Janáček, Die Brautwahl (1912) de Ferruccio Busoni y Die tote Stadt (1920) de Erich Wolfgang Korngold.
En la década de 1930, bajo el régimen de Hitler, la Ópera fue rebautizada como «Hamburgische Staatsoper», nombre con el que la conoce hasta el presente.
En la noche del 2 de agosto de 1943 el edificio fue parcialmente destruido por los bombardeos aéreos: una aeronave a baja altura derramó varios tanques de petróleo y fósforo en el techo, incendiándolo completamente. El auditorio quedó totalmente destruido, mientras que la parte escénica se mantuvo en pie.

## Posguerra

En enero de 1946 se reconstruye una auditorio provisional sobre las ruinas del anterior, y el teatro vuelve a abrir sus puertas con una nueva producción de Le nozze di Figaro. La ópera sigue funcionando de esta forma hasta 1953, cuando comienza la demolición del edificio parcialmente destruido. Se inicia la construcción de un nuevo auditorio, sobre un proyecto del arquitecto Gerhard Weber, que se inauguró el 15 de octubre de 1955 con una audición de La flauta mágica de Mozart. La Ópera ha permanecido fiel a su estilo de presentar nuevas obras, entre ellas El príncipe de Homburg , (1960) de Hans Werner Henze, El Diluvio (1963) de Ígor Stravinski, y Staatstheater (1971) de Mauricio Kagel.

La sala (1957)

En 1992 se ofreció el estreno mundial de La conquista de México, ópera de Wolfgang Rihm, y en 1997 de Das Mädchen mit den Schwefelhölzern, de Helmut Lachenmann, ambas recibidas con mucho éxito de público y crítica. 
Desde 2005 la Ópera es coordinada por la directora australiana Simone Young.